# Niels Matthias Petersen
Niels Matthias Petersen, född den 24 oktober 1791, död den 11 maj 1862, var en dansk språkforskare och historiker.
Petersen, som var bondson från Fyn, blev student 1808 och var lärare vid Brahetrolleborgs lärarseminarium 1815–1826. År 1830 blev han registrator vid gehejmearkivet och 1845 professor i nordiska språk vid Københavns Universitet. Han blev ledamot av Videnskabernes Selskab 1841. Petersen var en mycket flitig granskare och produktiv författare, vars språkliga och historiska arbeten äger högt värde. I sina första småskrifter i rättskrivningsfrågan slöt han sig nära till sin vän Rasmus Rasks system och strävade att åvägabringa så stor enhet som möjligt mellan danskt och svenskt skriftspråk. 
År 1826 utgav han Dansk Orddannelseslære och 1829–1830 Det danske, norske og svenske Sprogs Historie, som lade grunden till alla senare i samma ämne (ena avdelningen utkom 1837 i svensk översättning: "Svenska språkets historia"). Härtill slöt sig två universitetsprogram, Nogle Bemærkninger om Modersmaalet (1852) och Nogle Uddrag af Forelæsninger, vedkommende de nordiske Sprog (1861), båda skrivna med den största kärlek till ämnet, men tillika utmärkta av sorg över modersmålets vanrykt och oro för folkets framtid, varför han också varmt talar för en nära sammanslutning mellan Nordens folk och språk. 
Som historiker började Petersen med en bearbetning av Deppings Normannernes Søtoge og deres Nedsættelse i Frankerige (1830), varefter följde hans andra stora arbete, Danmarks Historie i Hedenold (3 band, 1834–1838; 2:a upplagan 1854–1855), som utmärker sig såväl lärdom som kritisk behandling. Hit hör också Nordisk mythologi (1849; 2:a upplagan 1862; svensk översättning 1869), Haandbog i den gammelnordiske Geografi (I, 1834), Bidrag til en oldnordisk geographisk Ordbog (1837) samt en rad uppsatser De danskes Toge til Venden, 1836–1839, Bonde, bryde og adel, 1847 med flera), vilka återfinns i Samlede afhandlinger (4 band, 1870-74). 
Därjämte fortsatte han Rasks översättning av Oldnordiske Sagaer (band 4–10, 1831–1836) och bearbetade de viktigaste isländska sagorna i Historiske Fortællinger om Islændernes Færd hjemme og ude (4 band, 1839–1844; 3:e upplagan 1901). Likaså utgav han Hervarar saga (1847) och Valdemar den andens jydske Lov (1850) samt i förening med Christian Molbech Udvalg af danske Diplomer og Breve fra 14.–16. Aarhundrede (1842–1858). 
Hans sista och främsta verk är Bidrag til den danske Literaturs Historie (5 band, 1853–1864; 2:a upplagan 1867–1871), som röjer en outtröttlig samlarflit och en utomordentlig beläsenhet, på samma gång behandlingen av ämnet är genomförd med liv och inspiration. Detta verk går intill slutet av 1700-talet, och dess periodindelning har allmänt antagits. Ett sidostycke härtill, om än på långt när inte så fulländat och utarbetat, är Petersens Bidrag til den oldnordiske Literaturs Historie (1865). Ett monument över honom restes i hans födelseort Sanderum vid Odense 1875.